# Kumasi
Kumasi is de op een na grootste stad van Ghana. Het aantal inwoners in Kumasi wordt geschat op 2.069.350. De stad, gesticht rond 1700, is ook de hoofdstad van de regio Ashanti en ligt op ongeveer 250 kilometer afstand van Accra. Kumasi was in voorbije tijden de hoofdstad van het koninkrijk Ashanti. De stad is een belangrijk centrum van de lokale cacaoteelt en de kap en verwerking van lokaal hardhout, en heeft een universiteit - de Kwame Nkrumah University of Science and Technology. In de regio wordt goud gewonnen. Vanwege de goudmijnen is de stad een van de rijkere steden in Ghana.

## Stedenband
- Almere (1996-2018)[2]
- Atlanta
- Abidjan
- Charlotte (North Carolina)
- Tshwane

## Geboren
- Aquasi Boachi (1827-1904), eerste zwarte mijningenieur
- Thomas Mensah (1932 - 2020), rechtsgeleerde
- Kofi Annan (1938-2018), VN-diplomaat, secretaris-generaal van de Verenigde Naties (1997-2006) en Nobelprijswinnaar (2001)
- John Agyekum Kufuor (1938), president
- James Kwesi Appiah (1960), voetballer
- Anthony Yeboah (1966), voetballer
- Prince Polley (1969), voetballer
- Amma Asante (1972), Ghanees/Nederlands politica
- Samuel Kuffour (1976), voetballer
- Mark Edusei (1976), voetballer
- Mike Owusu (1977), Zweeds voetballer
- Kofi Kingston (1981), professioneel worstelaar
- Ignisious Gaisah (1983), Ghanees/Nederlands verspringer
- Eric Atuahene (1985), voetballer
- Mohammed Abubakari (1986), voetballer
- Prince Asubonteng (1986), voetballer
- Nana Asare (1986), voetballer
- Stanley Aborah (1987), voetballer
- Enoch Adu (1990), voetballer
- Emmanuel Frimpong (1992), voetballer
- Obeng Regan (1994), voetballer